# Glavni trg, Novo mesto
Glavni trg je osrednji del starega mestnega jedra Novega mesta. Svojo tako značilno obliko je trg dobil v drugi polovici 16. stoletja ter je bil eden izmed najlepših v deželi. Hiše imajo značilne kamnite arkade z nosilnimi stebri, nekatere pa tudi atrijsko dvorišče (Bergmanova hiša).
Na osrednjem delu trga stoji Rotovž, blizu pa je tudi marmorni, sedemkotni vodnjak z vklesanimi verzi Kettejeve pesmi Na trgu (Noč trudna molči, nezamudno beži čez mestni trg luna sanjava, vse v mraku mirno, na vodnjaku samo tih vetrc z vodo poigrava). Vodnjak je bil izdelan po zamisli arhitekta Marjana Mušiča. Postavljen je bil leta 1955 na mestu, kjer je stal do leta 1903 litoželezni vodnjak. 
Danes trg doživlja podobno usodo, kot večina starih mestnih jeder: trgovski lokali se selijo v predmestne nakupne centre.